# 太田遥香
太田 遥香（おおた はるか、2003年10月21日 - ）は、日本の元歌手、元アイドルで、ハロー!プロジェクトの女性アイドルグループ・アンジュルムの元メンバー（7期）。
ニックネームははーちゃん、はち。アンジュルム時代のメンバーカラーはブライトグリーン。北海道出身。血液型B型。身長154cm。アップフロントプロモーションに所属していた。
ハロプロ研修生北海道以前、北海道のローカルアイドルグループ『リボンガールズ』でも活動歴がある。リボンガールズ同期のメンバーには後にハロプロ研修生北海道に後輩として加入（2020年4月研修活動を終了）した橋本莉々花や、現在テアトルアカデミー札幌校所属のアイドルグループ「SNOW CRYSTAL」メンバーとして活動中の広沢愛香・天坂恋羽がいる。

## 略歴
2016年
- 「ハロー!プロジェクト『北海道限定』メンバーオーディション」に合格し、7月30日、佐藤光・石栗奏美・河野みのり・北川亮・工藤由愛・山﨑愛生とともにハロプロ研修生北海道に加入[7]。

2017年
- 5月5日（金・祝）に中野サンプラザにて行われた「Hello! Project 研修生発表会2017 ～春の公開実力診断テスト～」で、太田はプッチモニの「ちょこっとLOVE」を披露した。歌唱順番は29番だった。
- 7月5日、ハロプロ研修生北海道からCDシングル『リアル☆リトル☆ガール/彼女になりたいっ!!! (ハロプロ研修生北海道 Ver.)』を販売。インディーズ・デビューシングルとなった。

2018年
- 10月、当時アンジュルムのリーダーを務めていた和田彩花より、アンジュルムに加入が決定したことを知らされる[8]。
- 11月23日、パシフィコ横浜国立大ホールでのワンマンライブ「アンジュルム 2018秋『電光石火』」公演にて、伊勢鈴蘭とともに新メンバーとしてお披露目[9]。

2019年
- 4月10日、「恋はアッチャアッチャ/夢見た 15年」でアンジュルムとしてメジャーデビュー。

2020年
- 2月28日、「ハロー!プロジェクトのルールに反する事案」を理由として、当面の活動休止が発表される[10][11]。
- 10月13日、アンジュルムでの活動を終了。ただし、ハロー!プロジェクトには残留する。今後、ハロー!プロジェクトで再び活動できるよう、1から目指していくことが発表される[4][12]。

2021年
- 7月21日、ハロー!プロジェクトでの活動再開の気持ちは変わらない一方で、大学進学も考えており、まずは大学受験を優先しながら活動について考えていくことを発表[13][14]。

2022年
- 3月31日、学業に専念するためアップフロントプロモーションとの専属マネージメント契約を終了しハロー!プロジェクトを卒業[5][15]、並びに芸能界を引退。4月6日に発表した[5][15]。

## 人物
- ハロプロ北海道のオーディションを受けたきっかけは、カントリー・ガールズのコンサートを見に行った際に、嗣永桃子と森戸知沙希から『かわいいね』と言われたことがきっかけである[16]。
- 目標の先輩は、同じ北海道出身であるモーニング娘。（当時）の佐藤優樹だった。
- 好きな食べ物は、きゅうりとちくわである。特にきゅうりに関しては、メンバーから『カッパ』と評されるほどの大好物で、ブログやライブのトークにしばしば登場していた。

## 出演

### ラジオ
- Hello! to meet you!（2016年10月 - 2018年12月、HBCラジオ）
- HELLO! DRIVE! -ハロドラ-（2019年4月 - 6月、Radio NEO） - 金曜日担当

## 参加ユニット
- アンジュルム（2018年 - 2020年）
- シャッフルユニット
  - ハロプロ・オールスターズ（2019年）